# El Carril, Argentina
El Carril är en ort i Argentina.   Den ligger i provinsen Salta, i den norra delen av landet, 1 300 km nordväst om huvudstaden Buenos Aires. El Carril ligger 1 168 meter över havet och antalet invånare är 9 780.
Terrängen runt El Carril är platt åt nordost, men åt sydväst är den kuperad. Terrängen runt El Carril sluttar österut. Närmaste större samhälle är Cerrillos, 19,5 km norr om El Carril.
Trakten runt El Carril består till största delen av jordbruksmark. Runt El Carril är det ganska glesbefolkat, med 21 invånare per kvadratkilometer.